# Rod Michael
Rod Michael (* 17. Februar 1981 in Pennsylvania) ist ein amerikanischer Musiker. Von 2001 bis 2002 war er Mitglied der Boyband B3.

## Karriere
Rod Michael veröffentlichte 2001 zusammen mit John Sutherland und Timothy Andrew Cruz die Single You win again, ein Cover des Bee-Gees-Hits, und wurde schlagartig berühmt. Die drei traten unter dem Namen B3 auf und spielten ausschließlich BeeGees-Covers ein. Nach You win again brachten sie Nightfever und I.O.I.O. heraus. Danach stieg Michael aus der Band aus. Er war der Frauenschwarm des Trios und konzentrierte sich ab jetzt auf seine eigene Solo-Karriere. Zu Beginn dieser brachte er eine Coverversion des Bobby-Brown-Klassikers My Prerogative aus dem Jahr 1988 heraus. Diese war recht erfolgreich, blieb jedoch die einzige nennenswerte musikalische Errungenschaft seit seinem Ausstieg bei B3.

## Diskografie (solo)
Alben
- 2004: The Next Episode

Singles
- 2003: My Prerogative
- 2004: Someday